# 張福 (元朝)
張福，字显祖，先祖济南章丘人，迁居禹城，蒙古帝国将领。张迪的儿子。
張福好学，能背诵《春秋左氏传》。到和林朝觐窝阔台，参预伐宋之谋。蒙古军围沛县，城中粮尽，宋军率敢死士乘夜突围而出。张福击退突围宋军，擢中书奏差，佩银符。增调诸路兵伐宋，济南路应征二千三百人，百姓困苦不堪。张荣派张福面奏忽必烈，忽必烈听从。張福升任为济南军民镇抚都弹压。行中书省牙鲁瓦赤建议，常赋外增银六两。張荣子张邦杰袭位，派张福建议停止其议。跟随张邦杰入朝面奏，请求休兵以养民力。被忽必烈采纳。转任镇府钤辖，权济南府事。后致仕，七十一岁去世。

## 子孙
張福五子
- 子：张铎，字宣卿，读书通大义，以《中庸》、《大学》对子弟说：“这是宰相之业。”官至东昌录事推官。
- 子：张铸
  - 孙：张范，官至四川等处副提举，诗集有《蓬窗稿》《益斋集》《旅斋集》。
    - 曾孙：张起岩